# Zooomr
Zooomr 是一個在 2005年由Kristopher Tate所成立的數位相簿分享站台。
站台在2006年二月脫離測試階段。依據Tate的資料，Zooomr目前擁有超過15,000個使用者。
2012年，该网站进行了 7 周年更新。
2015年12月，Zooomr 域名重定向到 https://web.archive.org/web/20160116091800/http://www.cars.zooomr.com/ 内容为一个 WordPress 测试页面。
Zooomr 事实上已经停止服务。

## 外部連結
- Zooomr （页面存档备份，存于）
- Zooomr Blog （页面存档备份，存于）